# Родонит
Родонитът е манганов иносиликат с формула (Mn, Fe, Mg, Ca)SiO3 и член на пироксеноидната група минерали, кристализиращ в триклинна система. Обикновено се среща като разцепващи се до компактни маси с розовочервен цвят, често клонящи към кафяво поради окисляване на повърхността. Розовочервеният оттенък се дължи на мангановите катйони (Mn2+).
Името на минерала произхожда от старогръцката дума за „роза“ – ῥόδον (родон).
Кристалите на родонита често имат дебел табличен вид, но са редки. Има перфектна, призматична цепителност, почти под прав ъгъл. Твърдостта е 5,5–6,5, а специфичното тегло е 3,4–3,7; блясъкът е стъкловиден, по-рядко перлен върху повърхностите на цепителност. Манганът често е частично заменен от желязо, магнезий, калций и понякога цинк, който може да присъства в значителни количества; сиво-кафявата разновидност, съдържаща до 20% калциев оксид, се нарича бустамит; фаулеритът е цинков сорт, съдържащ 7% цинков оксид.
Иносиликатната (верижна силикатна) структура на родонита има повтаряща се единица от пет силициеви тетраедра. Редкият полиморфен пироксмангит, образуван при различни условия на налягане и температура, има същия химичен състав, но повтаряща се единица от седем тетраедъра.
Родонитът е бил обработван като декоративен камък. В мините за желязо и манган в Пайсберг близо до Филипстад и Лонгбан във Формланд, Швеция се срещат малки брилянтни и полупрозрачни кристали (пайсбергити). Фаулеритът се среща като големи, груби кристали, донякъде наподобяващи розов фелдшпат, с франклинит и цинкови руди в гранулиран варовик във Франклин Фърнъс в Ню Джърси.
Родонитът е официалният скъпоценен камък на Масачузетската общност.